# Краснопольская, Татьяна Сергеевна
Татьяна Сергеевна Краснопольская (20 марта 1949 — 27 декабря 2010) — советская российская актриса. Народная артистка России (2002).

## Биография

Могила Краснопольской на Троекуровском кладбище Москвы.

В 1971 г. окончила Куйбышевское театральное училище, в 1986 г. — Воронежский государственный институт искусств.
С 1971 г. — актриса Воронежского театра драмы имени А. В. Кольцова. На сцене воронежского театра она сыграла роли Раневской в «Вишнёвом саде» Чехова, Анны Андреевны, жены Городничего, в «Ревизоре» Гоголя, Веры в драме Птушкиной «Приходи и уводи», Софья Андреевна в «Дяде Ване», Наташа в «На дне», Галя Четвертак в спектакле «А зори здесь тихие» и другие.
С 1996 г. преподавала в Воронежской академии искусств.
Актриса похоронена на Троекуровском кладбище Москвы.

## Театральные работы
- Финея - Лопе де Вега «Дурочка»;
- Софья Андреевна — А. П. Чехов «Дядя Ваня»;
- Наташа — М.Горький «На дне»;
- Галя Четвертак — Б.Васильев «А зори здесь тихие»;
- «Кабанчик»;
- «Волки и овцы»;
- Анна Андреевна — Н. В. Гоголь «Ревизор»;
- Раневская — А. П. Чехов «Вишнёвый сад»;
- Огнева — А. Н. Толстой «Театральный романс»;
- Саша — А. П. Чехов «Прости меня, мой ангел белоснежный…» («Безотцовщина»);
- Анна Михайловна — В.Розов «Вечно живые»;
- Таисия Петровна — Л.Петрушевская «Уроки музыки»;
- Татьяна — Н.Птушкина «Канары — это в Испании, мама!» («Пока она умирала»);
- Вера — Н.Птушкина «Приходи и уводи»;
- Дженни — Э.Олби «Всё в саду»;
- Дорис — Б.Слейд «Там же, тогда же»;
- Ханна, Милли, Диана — Нил Саймон "Отель «Беверли Хиллз».